# Manfred Dubski
Manfred Dubski (* 19. September 1954 in Bottrop) ist ein ehemaliger deutscher Fußballspieler und aktueller Fußballtrainer.

## Karriere
Dubski stammt aus einer Arbeiterfamilie, sein Vater war Kranführer, seine Mutter Putzfrau.

### Als Spieler
Dubski begann seine fußballerische Karriere in der Jugendabteilung des SV Fortuna Bottrop. Ein Angebot von Günter Siebert, bereits mit 16 Jahren zum FC Schalke 04 zu wechseln, schlugen er und seine Eltern allerdings zunächst aus, da Dubski zunächst seine Lehre als Dreher beenden wollte.

#### FC Schalke 04
1972 wechselte Dubski dann zum Bundesligisten FC Schalke 04. Direkt in seiner ersten Saison gehörte er zur ersten Mannschaft des Vereins. Bei den Knappen wurde er auf sämtlichen Positionen eingesetzt, von der Abwehr bis zum Sturm. Allerdings trennten sich die Wege zu Beginn der Saison 1978/79.

#### MSV Duisburg
Im Sommer 1978 kam Dubski vom Ligarivalen Schalke 04 zum MSV Duisburg. Beim MSV wurde er sofort zum Stammspieler und blieb dies auch bis zu seinem Abschied im Jahre 1986. Dubski erreichte gleich in seiner Premierensaison mit der Mannschaft das UEFA-Cup-Halbfinale, während man in der Bundesliga gegen den Abstieg kämpfte, welcher mit Platz 13 aber verhindert werden konnte. Auch seine nächsten drei Spielzeiten beim MSV waren vom Abstiegskampf gezeichnet. Mit dem MSV Duisburg stieg er zweimal ab. 1981/82 von der ersten Bundesliga in die Zweite Liga und 1985/86 aus der zweiten Bundesliga in die Oberliga Nordrhein.

#### RW Oberhausen
Von 1986 bis 1988 spielte er für Rot-Weiß Oberhausen in der 2. Bundesliga. Nach dem 16. Tabellenplatz und dem damit verbundenen Klassenerhalt in der ersten Saison folgte in der Spielzeit 1987/88 mit dem Lizenzentzug für Oberhausen auch der Zwangsabstieg des Klubs.

#### SG Union Solingen
In seiner letzten Saison als Fußballspieler 1988/89 spielte Dubski für die Mannschaft der SG Union Solingen. Zum Saisonende belegte die Mannschaft den 20. und somit letzten Tabellenplatz der 2. Bundesliga, diese Platzierung bedeutete den Abstieg in die Oberliga Nordrhein.

### Als Trainer
Von 1992 bis 2008 trainierte er die B-Jugend des FC Schalke 04. Mit ihr konnte er 2002 den Meistertitel gewinnen. Von 2008 bis 2010 arbeitete er als Scout für den FC Schalke 04. In der Saison 2010/11 war er wieder Trainer der Schalker U17-Mannschaft, zur Saison 2011/12 übernimmt Dubski den Co-Trainer-Posten bei der U23-Mannschaft.

## Erfolge
2002 Deutscher Meister B-Jugend als Trainer

## Privat
Dubski ist verheiratet und hat eine Tochter und einen Sohn.